# 에프티 시세이도
주식회사 에프티 시세이도(일본어: 株式会社エフティ資生堂, 영어: FT SHISEIDO)는 시세이도의 화장품 제품을 생산하는 회사이다.
‘FT’는 전신인 시세이도 파인 토일레트리 (Fine Toiletry)에서 가져왔다.

## 연혁
- 2000년 회사 설립.
- 2003년 화장품 제조 전문 회사로, 이후 대부분의 브랜드가 시세이도 본체에 이관했다.
- 2021년 7월 1일 - 전체 사업을 주식회사 파인 투데이 시세이도에 양도했다.[1][2]

## 주요 브랜드
- TSUBAKI (츠바키) - 2006년에 출시한 헤어케어 브랜드. 시세이도의 메가 브랜드 제4탄.
- SEA BREEZE (시 브리즈) - 1902년 미국에서 출시된 로션을 중심으로 하는 화장품 브랜드로, 2000년 외국계 제약 회사 브리스톨 마이어스 스퀴브에서 이 브랜드를 인수한 시세이도 파인 화장품을 흡수하고 있다.
- スーパーマイルド (슈퍼 마일드) - 1988년 출시.
- 水分ヘアパック (수분 헤어팩) - 샴푸 & 린스 & 트리트먼트.
- サボン・ドール (사본·도르) - 고형 비누.
- 肌水 (하다스이) - 바디 로션.
- ウォーターinリップ (워터 in 립) - 약용 립스틱.
- ハンドケア (핸드케어) - 약용 핸드 크림.
- 薬用ハンドソープ (약용 핸드 비누)
- ポアンかみそり - 면도기.
- On Air - 구강 케어 용품.
- On Air-Wave - 구강 케어 용품.
- GEL's - 헤어 콜론 샴푸 & 린스, 1987년 출시.
- HG - 남성용 스타일링.
- シャワーソープ (샤워 비누)
- ヘアメーク (헤어메크) - 샴푸 & 린스 & 스타일링. 1991년 출시.
- ダンガリー (덩가리) - 남성용 화장품.
- EX - 헤어 트리트먼트. 1992년 출시.
- リシェール (리세루) - 헤어 트리트먼트.
- 海の恵み (우미노메구미) - 바디 샴푸 & 린스 & 고형 비누. 및 입욕제 1995년 출시.
- TESSERA - 헤어 콜론 샴푸 & 린스. 1995년 출시.
- ceu - 친환경 샴푸 & 린스.
- FINO - 샴푸 & 린스 & 트리트먼트.
- AQUAIR - 미백 화장품 1999년 출시.
- NATURUGO - 세안제.
- DO & BE - 제한 용품.
- CENTER IN (센터-인) - 생리대.
- キッチンきれい (키친키레이) - 주방 제균.
- 洗濯石けん (세탁 비누)
- ヴィルフランシュ (빌프랑슈)
- ハーブソープ(バーチ) (허브 비누<바치>)

## 같이 보기
- 시세이도
- 시세이도 재팬
- 파인 투데이 시세이도
- 시세이도 팔러